# Уайт, Дэвид (гребец)
Дэвид Генри «Дейв» Уайт (англ. David Henry "Dave" Wight; 28 июля 1934, Лондон — 9 ноября 2017) — американский гребец, выступавший за сборную США по академической гребле в середине 1950-х годов. Чемпион летних Олимпийских игр в Мельбурне, победитель и призёр регат национального значения.

## Биография
Дэвид Уайт родился 28 июля 1934 года в Лондоне, Великобритания.
Занимался академической греблей во время учёбы в Йельском университете в США, состоял в местной гребной команде «Йель Булдогс», неоднократно принимал участие в различных студенческих регатах. Позже проходил службу в Военно-морских силах США, где так же занимался греблей.
Наивысшего успеха в гребле на взрослом международном уровне добился в сезоне 1956 года, когда вошёл в основной состав американской национальной сборной и благодаря череде удачных выступлений удостоился права защищать честь страны на летних Олимпийских играх в Мельбурне. В составе экипажа-восьмёрки обошёл в финале всех своих соперников, в том числе почти на две секунды опередил ближайших преследователей из Канады, и тем самым завоевал золотую олимпийскую медаль.
После мельбурнской Олимпиады Уайт больше не показывал сколько-нибудь значимых результатов в академической гребле на международной арене.
Окончив Йельскую школу архитектуры, впоследствии работал архитектором.
Умер 9 ноября 2017 года в возрасте 83 лет.